# Video Games (bài hát)
"Video Games" (Trò chơi điện tử) là đĩa đơn đầu tiên của ca sĩ, nhạc sĩ Lana Del Rey trích từ album phòng thu thứ hai của cô, Born to Die. Lần đầu, đĩa đơn được đưa lên internet vào ngày 29 tháng 6 năm 2011 và ban đầu được đưa vào đĩa đơn mở rộng Lana Del Rey. Sau này, nó trở thành đĩa đơn đầu tiên cho Born to Die và được tái phát hành vào ngày 10 tháng 10 năm 2011 bởi hãng đĩa Interscope. Tính đến nay, đây là ca khúc duy nhất của Lana Del Rey lọt vào Billboard Hot 100 ở vị trí 91.

## Nội dung
Nội dung bài hát là lời bộc bạch một cô gái dù bị người yêu cự tuyệt, không ngó ngàng nhưng vẫn một lòng yêu thương anh ta. 

## MV
Video âm nhạc chính thức của ca khúc được đạo diễn và biên tập bởi chính Lana Del Rey. Video gồm những hình do cô tự quay xen kẽ những đoạn webcam quay chính cô đang biểu diễn ca khúc.

## Danh sách nhạc
| - Đĩa đơn 1. "Video Games" (Radio Edit) – 4:01 2. "Blue Jeans" – 3:31 - EP kỹ thuật số 1. "Video Games" – 4:46 2. "Blue Jeans" – 3:34 3. "Video Games" (Mr Fingers Remix) – 9:00 4. "Video Games" (Omid 16B Remix) – 5:14 | - The Remix EP 1. "Video Games" – 4:03 2. "Blue Jeans" – 3:33 3. "Video Games" (Club Clique for The Bad Girls Remix) – 4:59 4. "Video Games" (White Lies C-mix) – 7:33 5. "Video Games" (Larry "Mr. Finger" Heard Remix) – 9:00 6. "Video Games" (Helium Robots Remix) – 4:51 - Digital Remix EP 1. "Video Games" (Club Clique for The Bad Girls Remix) – 4:57 2. "Video Games" (Jakwob and Etherwood Remix) – 3:42 3. "Video Games" (White Lies C-Mix) – 7:32 4. "Video Games" (Jamie Woon Remix) – 5:14 5. "Video Games" (We Don't Belong In Pacha Remix) – 5:19 - Biểu diễn trực tiếp 1. "Video Games (Live)" từ album: "This Is BBC Radio 6 Live" |